# Pseudonchus kosswigi
Pseudonchus kosswigi är en rundmaskart som beskrevs av Murphy 1964. Pseudonchus kosswigi ingår i släktet Pseudonchus och familjen Choniolaimidae. Inga underarter finns listade i Catalogue of Life.